# Coibastekelstaart
De Coibastekelstaart (Cranioleuca dissita) is een zangvogel uit de familie Furnariidae (ovenvogels).

## Verspreiding en leefgebied
Deze soort is endemisch in Panama op het eiland Coiba.

## Status
De grootte van de populatie is in 2010 geschat op 9000-17.000 volwassen vogels. Op de Rode lijst van de IUCN heeft deze soort de status niet bedreigd.